# Вартенберг, Кристиане
Кристиане Вартенберг (девичья фамилия Штолль) (нем. Christiane Wartenberg (Stoll); род. 27 октября 1956, Пренцлау, Бранденбург) — восточно-германская бегунья на средние дистанции, призёр розыгрыша Кубка Европы, победительница розыгрыша Кубка мира, призёр летних Олимпийских игр 1980 года в Москве, участница двух Олимпиад.

## Карьера
Специализировалась на беге на 1500 метров. Победительница розыгрыша Кубка мира 1979 года в Монреале. Серебряный призёр розыгрыша Кубка Европы 1983 года в Лондоне.
На летних Олимпийских играх 1976 года в Монреале Вартенберг выступала в беге на 1500 метров и выбыла из борьбы за медали на предварительной стадии. На следующей Олимпиаде в Москве на этой же дистанции она заняла второе место с результатом 4:00.4 с, уступив советской спортсменке Татьяне Казанкиной.

## Семья
За мужем за Франком Вартенбергом — восточно-германским прыгуном в длину, участником летних Олимпийских игр 1976 года.